# Spilosmylus bossei
Spilosmylus bossei is een insect uit de familie watergaasvliegen (Osmylidae), die tot de orde netvleugeligen (Neuroptera) behoort. 
Spilosmylus bossei is voor het eerst wetenschappelijk beschreven door Navás in 1928. De soort komt voor in Madagaskar.